# الغرفة 309
الغرفة 309 (بالتركية: no 309) هو مسلسل تلفزيوني تركي رومانسي وكوميدي، تم إنشاؤوه بواسطة أصيل و بانو زينغين لي قناة فوكس تم عرضه لأول مرة في 01 يونيو 2016 وانتهى في 25 اكتوبر 2017 بمجموع 2 مواسم و 65 حلقة وهو من بطولة ديميت اوزدمير وفرقان بالالي، تمت دبلجة المسلسل للهجة التونسية من قبل قناة نسمة وعرض على قناة نسمة باسم ورثة وسلايف عام 2018.

## القصة
في مقطع فيديو تم تشغيله بعد وفاته، يتحدث المليونير المسن إلى عائلته بأكملها ويعلن فيها أن الحفيد الأول الذي يتزوج وينجب طفلًا سيحصل على نصيبه من الشركة العائلية ويحصل على ثروته التي تقدر بالملايير، تسرع الأمهات في تحديد مواعيد عمياء لأولادهن ملزمة من قبل والدته، يذهب أونور إلى موعده الأعمى لكي يلتقي بفتاة اسمها بيلنسو، ولكن هناك يلتقي بي لالي عن طريق الخطأ، التي كانت هناك لتلتقي مع طبيب شاب يدعى اونور أيضًا، يصبح الموعد الأعمى ليلة برية مليئة بالمرح والجنون، حيث ينتهي بهم الأمر إلى السكر وقضاء الليل في الغرفة 309 في الفندق، في الصباح نهضا الاثنان وهما غير قادران على تذكر أي شيء حول ما حدث في الليلة الماضية، وكلاهما اتفقا على عدم رؤية بعضهما البعض مرة أخرى ومع ذلك بعد ثلاثة أشهر تكتشف لالي أنها حامل بطفل من اونور وهكذا تبدأ المغامرة

## طاقم التمثيل
- ديميت اوزدمير - لالي
- فرقان بلالي - أنور
- سومرو ياڨروكوك
- اردال اوزياجسيلار

## وصلات خارجية
- الغرفة 309  في قاعدة بيانات الأفلام على الإنترنت (بالإنجليزية)